# Papuaseglare
Papuaseglare (Mearnsia novaeguineae) är en fågel i familjen seglare.

## Utbredning och systematik
Arten delas in i två underarter med följande utbredning:
- M. n. buergersi – norra Nya Guinea, från nordvästra låglänta delar österut till åtminstone avrinningsområdet kring Sepik-Remu, möjligen till Huonviken
- M. n. novaeguineae – södra Nya Guinea; populationen på Vogelkophalvön är möjligen denna underart

## Status
IUCN kategoriserar arten som livskraftig.